# Sebastian Brather
Sebastian Brather (Potsdam, 1964. június 28. –) német középkorász.

## Élete
1986–1991 között a berlini Humboldt Egyetemen tanult. 1992–1993-ban ösztöndíjat kapott. 1993–tól a régészeti tanszék tudományos munkatársa. 1995-ben summa cum laude védte meg munkáját. 1996–1997-ben a Német Régészeti Intézet tanulmányútján vett részt, 1997-ben pedig egyik projektjük tudományos munkatársa volt. 2002-ben Freiburgban habilitált. 2002–2004 között a frankfurti Goethe Egyetem régészeti szemináriumának tudományos munkatársa volt. 2004-től ismét a Freiburgi Egyetemen oktat mint Heisenberg ösztöndíjas. 2004–2005-ben a Bécsi Egyetemen vendégelőadó. 2006-tól a Freiburgi Egyetem professzoraként oktat.
2003-tól a Zeitschrift für Archäologie des Mittelalters társszerkesztője.

## Művei
- 1996 Feldberger Keramik und frühe Slawen. Studien zur nordwestslawischen Keramik der Karolingerzeit. Bonn. ISBN 3-7749-2768-5
- 1999 Archäologie als Sozialgeschichte. Studien zu Siedlung, Wirtschaft und Gesellschaft im frühgeschichtlichen Mitteleuropa. Leidorf, Rahden. ISBN 3-89646-389-6
- 2001 Archäologie der westlichen Slawen. Siedlung, Wirtschaft und Gesellschaft im früh- und hochmittelalterlichen Ostmitteleuropa, de Gruyter. Berlin–New York
- 2004 Ethnische Interpretationen in der frühgeschichtlichen Archäologie. Geschichte, Grundlagen und Alternativen, de Gruyter. Berlin–New York
- 2005 Auf dem Weg zum Germania–Slavica-Konzept. Perspektiven von Geschichtswissenschaft, Archäologie, Onomastik und Kunstgeschichte seit dem 19. Jahrhundert. Leipzig ISBN 3-86583-108-7
- 2006 „Etnikai értelmezés” és struktúratörténeti magyarázat a régészetben. Korall 24–25, 23–72.
- 2008 Zwischen Spätantike und Frühmittelalter. Archäologie des 4. bis 7. Jahrhunderts im Westen. Berlin–New York. ISBN 978-3-11-020049-2
- 2008 Archäologie der westlichen Slawen. Siedlung, Wirtschaft und Gesellschaft im früh- und hochmittelalterlichen Ostmitteleuropa. Berlin–New York. ISBN 978-3-11-020609-8